# Naurus demokratiska parti
Naurus demokratiska parti (engelska: Democratic Party of Nauru; DPN) var ett politiskt parti på Nauru, bildat i januari 1987 av tidigare president Kennan Adeang. Adeang bildade partiet efter att han 1986 hade blivit bortröstad som Naurus president och ersatt av Hammer DeRoburt två gånger inom loppet av tre månader.
Naurus demokratiska parti stöddes av och efterträdde det mer löst sammansatta Naurupartiet (engelska: Nauru Party), verksamhet under sent 1970-tal och lett av Bernard Dowiyogo. Dowiyogo stöttade Naurus demokratiska parti i parlamentet, och kom senare att företräda det.
Partiets viktigaste mål var att förhindra utveckling av ett starkt presidentstyre och stabilisera parlamentets roll. Detta tog sig uttryck i att motverka Hammer DeRoburt, som varit landets president under större delen av den postkoloniala eran. År 1989 avsattes DeRoburt från presidentämbetet för sista gången, efter att den oberoende parlamentsledamoten Kenos Aroi väckt misstroendeomröstning mot DeRoburt med stöd av Kennan Adeang och Demokratiska partiet. 
Kenos Aroi tog över som ny president under fyra månader, innan Bernard Dowiyog tillträdde presidentämbetet som företrädare för Demokratiska partiet. Med undantag av en kort period då Adeang var president, var Bernard Dowiyogo partiets enda innehavare av presidentämbetet. Han valdes inte mindre än sex gånger för Demokratiska partiet, under en serie kortlivade regeringar där makten alternerade mellan Demokratiska partiet och partilösa presidenter.
Dowiyogo avled i ämbetet den 9 mars 2003. Efter detta miste Naurus demokratiska parti sitt inflytande i politiken, och under 2000-talet förlorade partiet sitt sista mandat i parlamentet.